# Мыканино (городской округ Истра)
Мыканино — деревня в Букарёвском сельском поселении Истринского района Московской области. Население — 21 чел. (2010).
Мыканино расположено в 9 км к западу от райцентра Истра, на левом берегу реки Маглуши. Как Мыконина, обозначено на карте Шуберта 1860 года.

## Население
| 2002 | 2006 | 2010 |
| ---- | ---- | ---- |
| 23   | ↘19  | ↗21  |

## Известные уроженцы
Решетов, Алексей Михайлович — лётчик, Герой Советского Союза.